# Le Puy Foot 43 Auvergne
Le Puy Foot 43 Auvergne is een Franse voetbalclub uit Le Puy-en-Velay. De kleuren van de club zijn blauw, wit en zwart.

## Geschiedenis
Le Puy Foot 43 Auvergne werd opgericht in 2009 na een fusie tussen USF Le Puy en AS Taulhac. De club speelde nooit hoger dan de Championnat National waarin ze spelen doordat ze konden promoveren in het seizoen 2018/19. Na één seizoen volgde opnieuw een degradatie. In 2022 konden ze opnieuw promotie afdwingen. Echter was de club wederom al snel genoodzaakt te degraderen, voor het seizoen 2023/24 kwam de club uit op het vierde niveau, om na 2 seizoenen terug te promoveren.
Ajaccio .
Aubagne ·
Bourg-en-Bresse · 
Caen .
Châteauroux ·
Concarneau ·
Dijon · 
Fleury .
Le Puy ·
Orléans ·
Paris 13 Atletico · 
Quevilly-Rouen ·
Rouen · 
Saint-Brieuc .
Sochaux ·
Valenciennes ·
Versailles ·
Villefranche